# Rotrudis

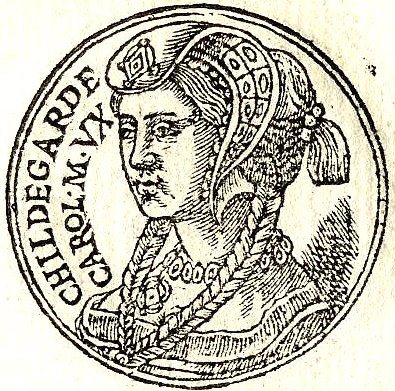
Hildegard van de Vinzgau, Rotrudis moeder, op een zestiende-eeuwse afbeelding

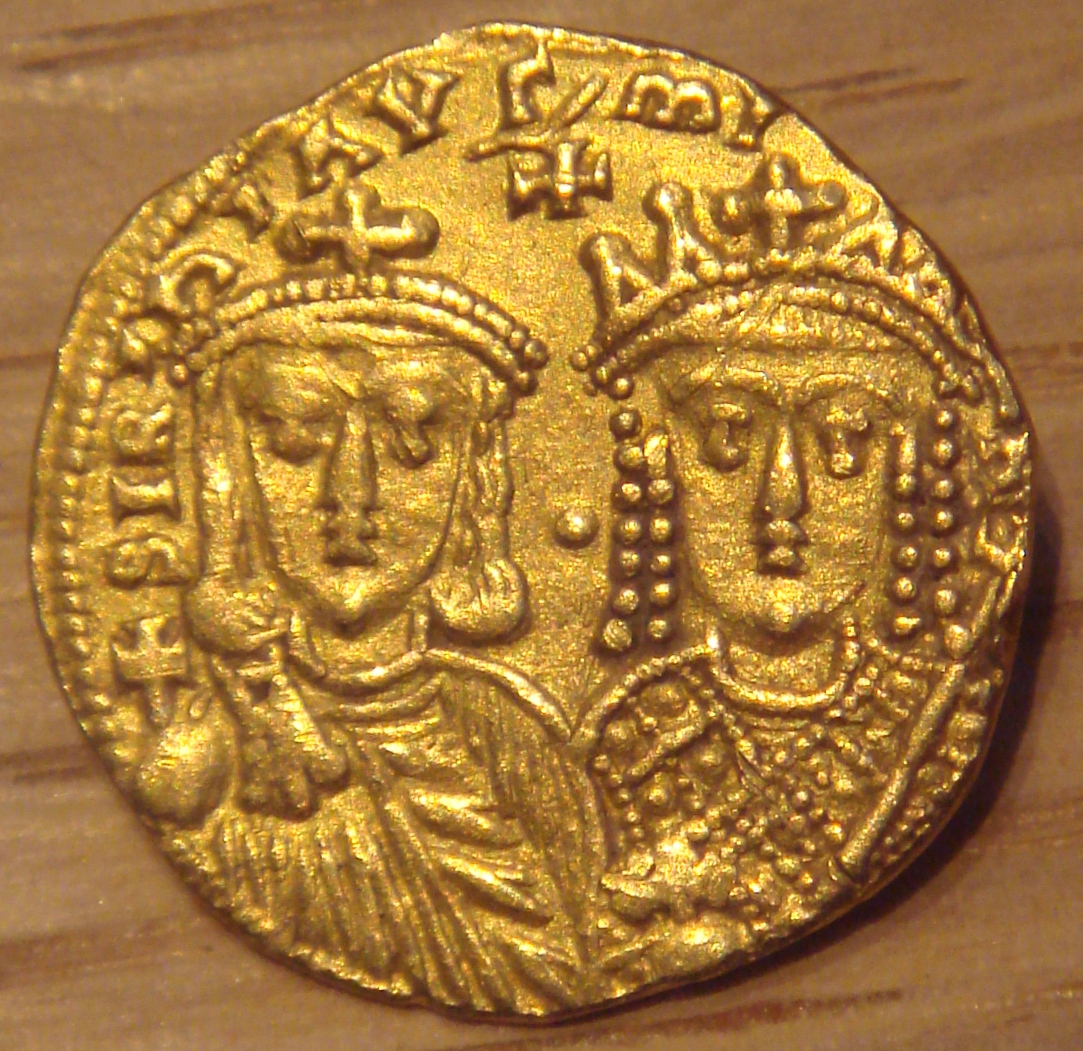
Irene en haar zoon, keizer Constantijn VI, op een Byzantijnse gouden munt

Rotrudis (Hruodtrud) (775 – 6 juni 810) was een van de ruim twintig kinderen van Karel de Grote. Ze was de tweede dochter uit zijn huwelijk met zijn derde vrouw, Hildegard van de Vinzgau. In sommige bronnen wordt ze ook de oudste dochter genoemd omdat haar oudere zuster Adalhaid als zuigeling stierf.

## Verloving
In haar jeugd werd Rotrudis opgevoed en onderwezen aan het hof van Karel de Grote. Ze kreeg daar onderricht van diens belangrijkste raadgever Alcuin van York, die in zijn geschriften naar haar verwijst als Columba. Toen zij zes jaar oud was sloten Karel de Grote en keizerin Irene van het Byzantijnse Rijk een akkoord waarbij Rotrudis verloofd werd met haar negenjarige zoon Constantijn VI, die officieel Irenes medekeizer was.
Om haar te onderwijzen in de Griekse cultuur en taal zond de keizerin de monnik Elisaeus naar het hof van Karel de Grote. 
De verhouding tussen Karel de Grote en Irene vertroebelde echter in de loop van 786 en de verloving werd door haar ontbonden in 788.
Rotrudis werd later de minnares van Rorico van Maine en ze kreeg één zoon van hem, Lodewijk, die abt werd van het klooster van Saint-Denis en raadgever was van Karel de Kale. In sommige bronnen is er ook nog sprake van een dochter, Adeltrude. Deze zou gehuwd geweest zijn met Gerard, graaf van Auvergne en ze werd moeder van Ranulf I van Aquitanië (ca. 820-866).

## Klooster
In haar latere leven werd Rotrudis non in de abdij van Chelles, waar haar tante Gisela abdis was. Samen zouden ze de auteurs zijn van de brief gericht aan haar vroegere leermeester Alcuin, die op dat moment in Tours verbleef en waarin ze meer uitleg vroegen betreffende het evangelie van Johannes. Het resultaat zou het boek “Commentaria” geweest zijn dat Alcuin schreef, een veel toegankelijker en duidelijker tekst dan de op dat moment bestaande geschriften. De brief van de beide vrouwen werd gedateerd in het jaar 800, tien jaar voor de dood van Rotrudis.